# Memoriał Stanisława Szozdy 2016
3. edycja wyścigu kolarskiego Memoriał Stanisława Szozdy odbyła się w dniu 25 września 2016 roku i liczył 48 km. Start i meta wyścigu miały miejsce na Rynku w Prudniku. Stanowił finał mistrzostw Polski w kryteriach ulicznych. Był organizowany przez gminę Prudnik oraz Ośrodek Sportu i Rekreacji w Prudniku.
Trasa wyścigu przebiegała ulicami: Zamkową, Piastowską, Plac Wolności, Kościuszki, Armii Krajowej, Batorego i Damrota.

## Zwycięzcy poszczególnych kategorii
Na podstawie
- Elita mężczyzn: Michał Paluta
- Elita kobiet: Monika Brzeźna
- Cyklosport/Masters: Eduard Alickun
- Juniorka: Karolina Perekitko
- Junior: Mikołaj Konieczny
- Junior młodszy: Rafał Kubacki
- Juniorka młodsza: Edyta Gołek
- Młodziczka: Zuzanna Olejniczak
- Młodzik: Kacper Majewski
- Chłopcy/Dziewczęta – klasy gimnazjalne: Michał Milian/Aleksandra Siwiaszczyk
- Chłopcy/Dziewczęta – klasy IV-VI: Łukasz Ciecior/Milena Kruczek
- Chłopcy/Dziewczęta – klasy I-III: Szymon Wrona/Paulina Podgórna